# My Morning Jacket/Songs: Ohia Split EP
My Morning Jacket/Songs: Ohia Split EP är en EP av Songs: Ohia och My Morning Jacket, utgiven 4 april 2002.

## Låtlista
1. "O is the One That is Real" (Jim James) - 3:39
2. "How Do You Know" (Jim James) - 4:48
3. "Come Closer" (Jim James) - 4:59
4. "The Year in Review" (Jim James) - 2:34
5. "Translation" (Jason Molina) - 10:08